# Myolepta vittata
Myolepta vittata är en tvåvingeart som beskrevs av Chu och He 1992. Myolepta vittata ingår i släktet parkblomflugor, och familjen blomflugor. Inga underarter finns listade i Catalogue of Life.